# Estació HaHaganà de Tel-Aviv
L'Estació HaHaganà de Tel-Aviv (en hebreu: תחנת הרכבת תל אביב ההגנה) és una estació dels ferrocarrils israelians (Israel Railways) que està situada en la zona sud de Tel-Aviv, l'estació de tren està a uns 400 metres cap a l'est de l'Estació Central d'Autobusos de Tel-Aviv. Es troba prop de l'autovia d'Ayalon. L'estació serveix a la majoria de línies dels ferrocarrils israelians i la seva proximitat a l'estació central d'autobusos fa d'ella un important centre de connexió. Al setembre de 2008, va ser la tercera estació de tren més transitada d'Israel, després de les estacions Tel-Aviv Savidor i Tel-Aviv HaShalom. A partir de la tardor de 2012 ha estat l'estació més concorreguda d'Israel, en termes de moviment de passatgers, arribant fins a 26 trens per hora, durant l'hora punta.